# Mamadysch
Mamadysch (russisch Мамадыш; tatarisch Мамадыш Mamadış) ist eine Stadt in der Republik Tatarstan (Russland) mit 14.435 Einwohnern (Stand 14. Oktober 2010).

## Geografie
Die Stadt liegt etwa 170 km östlich der Republikhauptstadt Kasan am rechten Ufer der Wjatka unweit ihrer Mündung in die Kama.
Mamadysch ist Verwaltungszentrum des gleichnamigen Rajons.

## Geschichte
Mamadysch entstand als tatarisches Dorf, benannt nach dem ersten Siedler. Seit dem 17. Jahrhundert siedelten sich auch Russen an, und nach der Errichtung einer Dreifaltigkeitskirche (russisch Troizkaja zerkow) erhielt das Dorf den zusätzlichen Namen Troizkoje.
1781 wurde das Stadtrecht als Verwaltungszentrum eines Kreises (Ujesds) verliehen.

### Bevölkerungsentwicklung

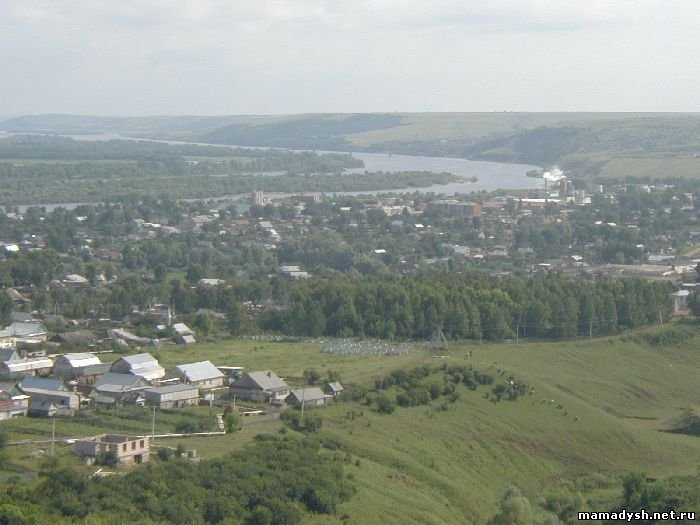
Blick auf Mamadysch

| Jahr | Einwohner |
| ---- | --------- |
| 1897 | 4.195     |
| 1939 | 7.696     |
| 1959 | 9.023     |
| 1970 | 9.663     |
| 1979 | 10.326    |
| 1989 | 11.835    |
| 2002 | 13.509    |
| 2010 | 14.435    |

Anmerkung: Volkszählungsdaten

## Kultur und Sehenswürdigkeiten
Die Stadt besitzt ein Heimatmuseum. Im Rajon gibt es ein weiteres Heimatmuseum im Dorf Takanysch. Im Dorf Tulbajewo befinden sich Gedenkmuseum und -bibliothek für den dort geborenen tatarischen Dichter und Schriftsteller Şäixi Mannur (1905–1980), im Dorf Malyje Suni ein Museum für den tatarischen Komponisten Farit Jarullin (1914–1943).
Über die malerisch an der Wjatka gelegene Stadt Mamadysch schrieb Lew Tolstoi 1876 in einem Brief an den Folkloristen und Schriftsteller Pawel Golochwastow: „Sie werden es nicht glauben! Lieber als in Neapel, Rom, Venedig würde ich in Mamadysch wohnen ...“
Am 6. Februar 2021 fand das jährliche Sunnyfest statt, bei dem Teilnehmer mit künstlerisch gestalteten Schlitten eine Eisbahn hinabfahren.

## Wirtschaft
Mamadysch ist Zentrum der Schuh- und Textilindustrie (z. B. Baumwollstoffe).